# Scoparia juldusellus
Scoparia juldusellus là một loài bướm đêm trong họ Crambidae.